# جان ویلکاکس
جان ویلکاکس (انگلیسی: John Wilcox; ۷ مهٔ ۱۹۱۳ – ۳۱ مهٔ ۱۹۷۹) فیلم‌بردار اهل بریتانیا بود.

## فیلم‌شناسی
- ۱۹۵۶: سافاری
- ۱۹۵۸: نامش را با غرور حک کن
- ۱۹۶۱: آقای توپاز
- ۱۹۶۴: کابوس
- ۱۹۷۱: آخرین دره
- ۱۹۷۸: سگ باسکرویل